# Anton Maiden
Антон Густафссон, более известный под псевдонимом Anton Maiden (24 февраля 1980, Чинна, Швеция — 1 ноября 2003, Бурос, Швеция) — шведский студент, получивший известность за создание MIDI и MOD версий песен группы Iron Maiden. Он стал известен в сети Интернет в конце 1990-х годов и считался частью субкультур гиков и DIY.
Свои первые записи Антон опубликовал в Интернете для небольшой группы друзей. Получив от них одобрение, он решил представить свои работы широкой общественности, создав свой первый и единственный альбом Anton Gustafsson tolkar Iron Maiden, вышедший в 1999-м. В интервью шведской газете Expressen (датируемом июнем 2000 года) он признался журналисту Мартину Карлссону, что фанаты Iron Maiden «считают его творчество оскорблением группы, хотя на самом деле, он никогда не имел подобных намерений».
Антон Густафссон совершил самоубийство в 2003 году. Причиной, скорее всего, была депрессия. Он был найден мёртвым в Буросе, через неделю после того, как пропал без вести.